# バラモン教

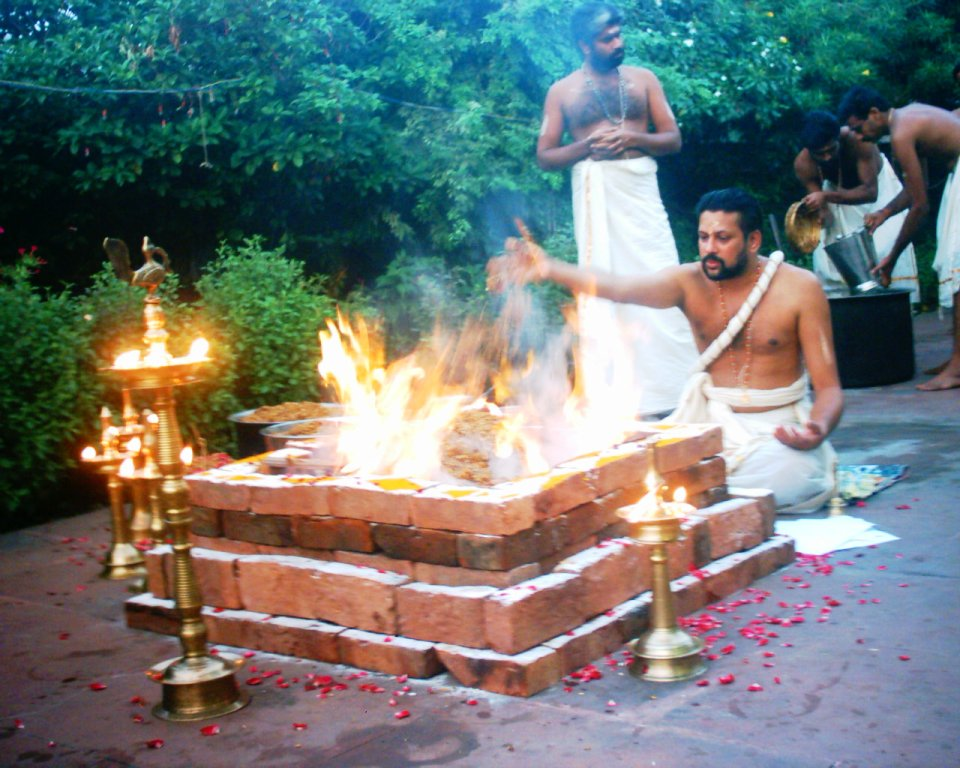
ヒンドゥー教の儀式の多くはバラモン教以来の伝統を継承している（南インド）

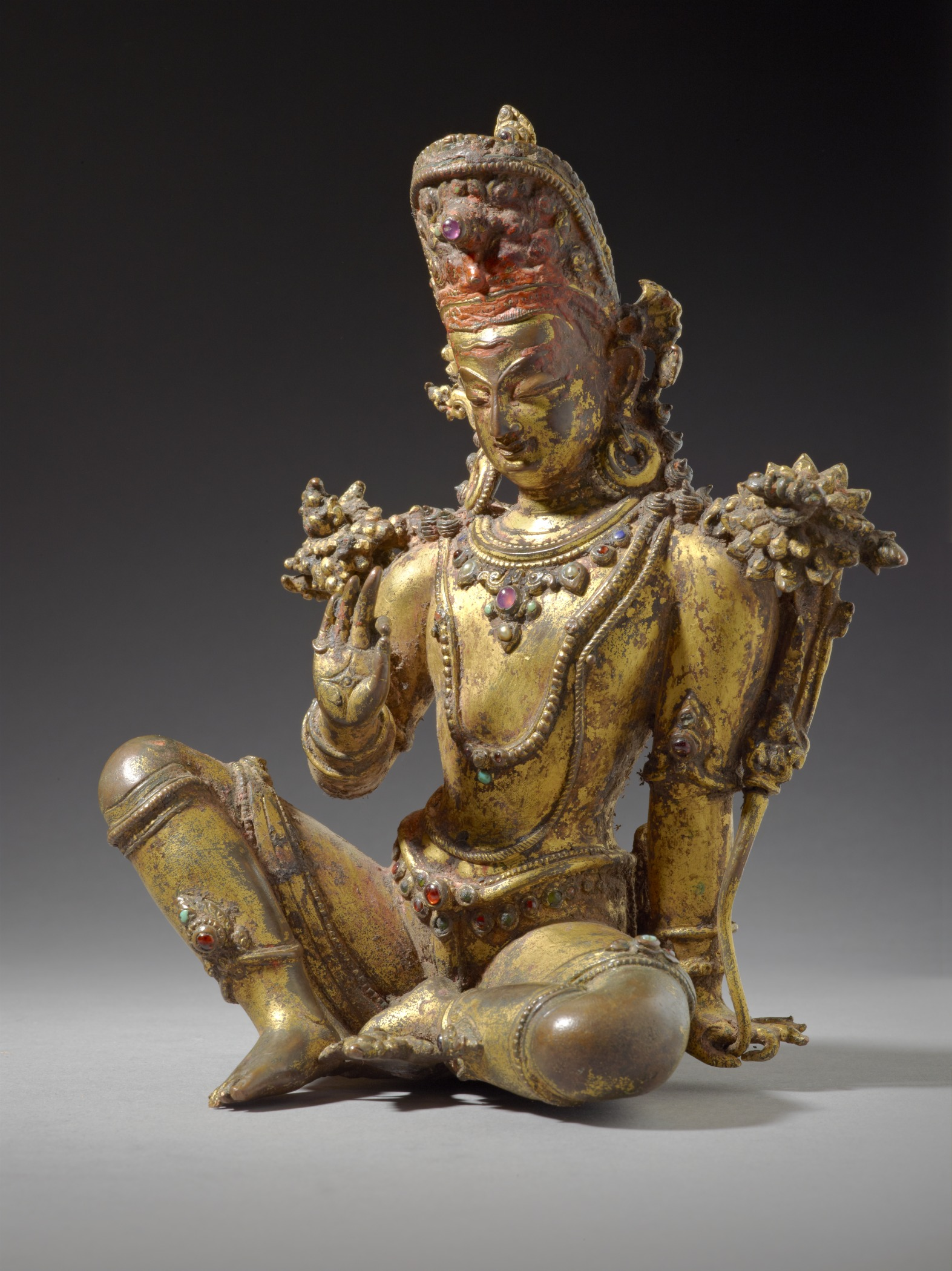
インドラの像（ネパール、16世紀）

バラモン教（ばらもんきょう、英: Brahmanism）は、ヒンドゥー教の前身となった、ヴェーダを権威とする古代インドの宗教を指す。ヴェーダの宗教（ヴェーダ教、英: Vedic religion）とほぼ同一の意味である。

## 概要
バラモン教にインドの各種の民族宗教・民間信仰が加えられて、徐々に様々な人の手によって再構成されたのが現在のヒンドゥー教である。ただし、ヒンドゥー教という言葉には、バラモン教を含む考えもある。ヒンドゥー教は、広義ではインドにあり、また、かつてあったもの一切が含まれていて、インドの歴史では先史文明のインダス文明まで遡るものであるがイギリス人は、このうち仏教以前に存在したバラモン中心の宗教をバラモン教（Brahmanism、ブラフミンの宗教）、バラモン教のヴェーダ時代の宗教思想をヴェーダの宗教（ヴェーダ教）と呼んでいる。なお、ヒンドゥー教（英: Hinduism）という名前もヨーロッパ人によって付けられた名前である。
バラモンとは司祭階級のこと。正しくはブラーフマナというが、音訳された漢語「婆羅門」の音読みから日本ではバラモンということが多い。バラモンは祭祀を通じて神々と関わる特別な権限を持ち、宇宙の根本原理ブラフマンに近い存在とされ敬われる。
最高神は一定しておらず、儀式ごとにその崇拝の対象となる神を最高神の位置に置く。
階級制度である四姓制を持つ。司祭階級バラモンが最上位で、クシャトリヤ（戦士・王族階級）、ヴァイシャ（庶民階級）、シュードラ（奴隷階級）によりなる。また、これらのカーストに収まらない人々はそれ以下の階級ダリッド（不可触賤民）とされた。カーストの移動は不可能で、異なるカースト間の結婚はできない。

## 教義
神々への賛歌『ヴェーダ』を聖典とし、天・地・太陽・風・火などの自然神を崇拝し、司祭階級が行う祭式を中心とする。そこでは人間がこの世で行った行為（業・カルマ）が原因となって、次の世の生まれ変わりの運命（輪廻）が決まる。人々は悲惨な状態に生まれ変わる事に不安を抱き、無限に続く輪廻の運命から抜け出す解脱の道を求める。輪廻転生の思想によれば「人間はこの世の生を終えた後は一切が無になるのではなく、人間のカルマ（行為、業）が次の世に次々と受け継がれる。この世のカルマが“因”となり、次の世で“果”を結ぶ。善因は善果、悪因は悪果となる。そして、あらゆる生物が六道〔①地獄道、②餓鬼道、③畜生道、④修羅道（闘争の世界）、⑤人間道、⑥天上道〕を生まれ変わり、死に変わって、転生し輪廻する。これを六道輪廻の宿命観という。何者もこの輪廻から逃れることはできない。それは車が庭を巡るがごとしと唱える。

## 歴史
- 紀元前13世紀頃、アーリア人がインドに侵入し、先住民族であるドラヴィダ人を支配する過程でバラモン教が形作られたとされる。
- 紀元前10世紀頃、アーリア人とドラヴィダ人の混血が始まり、宗教の融合が始まる。
- 紀元前7世紀から紀元前4世紀にかけて、バラモン教の教えを理論的に深めたウパニシャッド哲学が形成される。
- 紀元前5世紀頃に、4大ヴェーダが現在の形で成立して宗教としての形がまとめられ、バラモンの特別性がはっきりと示される。しかしそれに反発して、多くの新しい宗教や思想が生まれることになる。現在も残っている仏教やジャイナ教もこの時期に成立した。
  - 新思想が生まれてきた理由として、経済力が発展しバラモン以外の階級が豊かになってきた事などが考えられる。カースト、特にバラモンの特殊性を否定したこれらの教えは、特にバラモンの支配をよく思っていなかったクシャトリヤに支持されていく。
- 1世紀前後、地域の民族宗教・民間信仰を取り込んで行く形でシヴァ神やヴィシュヌ神の地位が高まっていく。
- 1世紀頃にはバラモン教の勢力は失われていった。
- 4世紀になり他のインドの民族宗教などを取り込み再構成され、ヒンドゥー教へと発展、継承された。

## ヒンドゥー教との差異
バラモン教は、必ずしもヒンドゥー教と等しいわけではない。たとえばバラモン教に於いては、中心となる神はインドラ、ヴァルナ、アグニなどであったが、ヒンドゥー教においては、バラモン教では脇役的な役割しかしていなかったヴィシュヌやシヴァが重要な神となった。
ヒンドゥー教でもヴェーダを聖典としているが、叙事詩（ギータ）『マハーバーラタ』『ラーマーヤナ』『プラーナ文献』などの神話が重要となっている。